# Cañada de Hielo
Cañada de Hielo är en ort i Mexiko.   Den ligger i kommunen Santa María Peñoles och delstaten Oaxaca, i den sydöstra delen av landet, 300 km sydost om huvudstaden Mexico City. Cañada de Hielo ligger 2 240 meter över havet och antalet invånare är 370.
Terrängen runt Cañada de Hielo är huvudsakligen kuperad, men åt sydost är den bergig. Runt Cañada de Hielo är det ganska glesbefolkat, med 32 invånare per kvadratkilometer. Närmaste större samhälle är San Lorenzo Cacaotepec, 18,0 km öster om Cañada de Hielo. I omgivningarna runt Cañada de Hielo växer i huvudsak blandskog.